# Garcinia nigricans
Garcinia nigricans är en tvåhjärtbladig växtart som beskrevs av Jean Baptiste Louis Pierre. Garcinia nigricans ingår i släktet Garcinia och familjen Clusiaceae. Inga underarter finns listade i Catalogue of Life.